# 구엘프와 기벨린
구엘프와 기벨린(이탈리아어: Guelfi e Ghibellini)은 중세 유럽(특히 북 이탈리아)에서 각각 교황권과 신성로마황제의 권력을 지지하는 분파를 말한다. 이들은 교황파(구엘프)와 황제파(기벨린)로 나뉘어 12세기에서 13세기 치열하게 싸웠는데 이들의 투쟁의 기원은 11세기부터 시작된 서임권 분쟁에서 기원한다.

## 역사

### 기원
구엘프라는 이름은 독일의 귀족 가문중 하나인 벨프의 이탈리아식 표기에서 유래했다. 기벨린이라는 이름은 벨프가문과 대립하던 호엔슈타우펜 가문의 성인 바이블링겐 성(Waiblingen)에서 유래했다. 벨프가와 호엔슈타우펜 가문은 독일 황제 자리를 놓고 12세기 치열하게 다투었던 것으로 유명한데 이들의 투쟁이 이탈리아로 건너와서 변형된것이 바로 기벨린과 구엘프가 되었다. 독일에서의 이 가문 투쟁이 이탈리아로 건너오게 된 것은 바로 프리드리히 바르바롯사의 시절부터이다.
프리드리히는 끈임없이 이탈리아에 대하여 황제의 영향력을 확대하고자 노력했고 수차례 이탈리아 원정에 나섰다. 이때 호엔슈타우펜의 프리드리히의 편에 선 이탈리아인들을 기벨린파(이탈리아어:Ghibellini)로 불렀고 이에 대항하는 롬바르디아 동맹등 자유 도시들은 구엘프파(이탈리아어:Guelfi) 로 알려지게 되었다. 롬바르디아 동맹은 1176년 레냐노 전투에서 프리트리히를 격파하여 황제는 명목상의 종주권과 도시의 완전 자치를 허용하게 되었다.

### 도시간의 반목
바르바롯사 이후 구엘프와 기벨린은 약간 의미가 변하게 되어 구엘프파는 교황을 지지하는 분파로, 기벨린파는 황제를 지지하는 분파로 나뉘게 되었다. 또한 대개 구엘프파는 부유한 신흥 상업적 가문들이 지지하게 되고 이와는 반대로 기벨린파는 전통적인 귀족가문의 지배를 받는 계층이 지지하게 되었다. 따라서 구엘프 도시들은 황제가 교황보다 더 자신들에게 위협적이라고 보았고 기벨린파 도시들은 교황령의 확대가 더 즉각적인 위협이라고 보았다. 보다 작은 도시들은 주변의 큰 도시가 구엘프파가 되면 기벨린파로 되는 경향을 보였다. 13세기에서 14세기에 이들 도시들은 서로 반목하며 전쟁이 자주 일어났다.
호엔슈타우펜 가가 남부 이탈리아에서 그 영향력을 잃게 되자 구엘프와 기벨린의 갈등은 그 양상이 면모했는데 구엘프파는 프랑스의 앙주 가문을 지지하는 세력들로 모아졌는데 시칠리아의 앙주출신 군주를 비롯해 교황, 피렌체, 토스카나 지방의 피렌체 동맹도시들이 들어 있었다.

### 쇠퇴와 부활
14세기가 지나가면서 기벨린파와 구엘프파의 반목을 그 의미를 잃게 되었다. 신성로마제국황제들은 더 이상 이탈리아 문제에 관여하지 않게 되었고 교황도 아비뇽 유수를 거치면서 로마에서 프랑스로 자리를 옮겼기 때문이다. 이 때부터 구엘프파와 기벨린파는 단지 지역적인 정파를 의미하게 되었고 점차 사라져갔다.
19세기에 들어서면서 기벨린과 구엘프는 이탈리아 통일운동과 맞물려 다시 부활한다. 이때 새로운 구엘프파의 대표적인 사람은 빈첸초 조베르티로 그는 1843년 교황을 중심으로 이탈리아 도시국가 연방을 만들려 했다. 이에 대하여 기벨린파는 교황이 오히려 이탈리아 통일의 방해가 된다고 생각했다.

## 주요 이탈리아 도시들의 동맹관계
| 주요 기벨린파 도시                                                                    | 주요 구엘프파 도시                                                                            | 유동적인 도시                                                        |
| ------------------------------------------------------------------------------------- | --------------------------------------------------------------------------------------------- | -------------------------------------------------------------------- |
| 아레초 크레모나 포를리 모데나 오시모 피사 피스토이아 시에나 스폴레토 토디 키에티 루카 | 볼로냐 브레시아 크레마 제노바 로디 만토바 오르비에토 알레산드리아 페루자 페라라 피렌체 안코나 | 베르가모 밀라노 아스티 파도바 파르마 피아첸차 트레비소 베로나 비첸차 |

## 같이 보기
- 황제교황주의